# Chad Lowe
Charles Conrad Lowe (* 15. Januar 1968 in Dayton, Ohio) ist ein US-amerikanischer Schauspieler, Filmregisseur und Filmproduzent. Er ist der jüngere Bruder des Schauspielers Rob Lowe.

## Leben
Charles Conrad Lowe wurde als Sohn der Lehrerin Barbara Lynn Hepler und des Anwalts Charles Davis Lowe geboren. Seine Eltern ließen sich früh scheiden. Neben seinem Bruder Rob Lowe hat er noch zwei Halbbrüder. Er ist Mitglied der Episkopalkirche der Vereinigten Staaten von Amerika. Sein Vater ist deutscher, irischer und englischer Abstammung, seine Mutter walisischer, schottischer und englischer Abstammung. Er wuchs in Dayton, Ohio auf, bevor er mit seiner Mutter und seinem Bruder nach Malibu, Kalifornien zog, wo er die Santa Monica High School besuchte.
Chad Lowe begann seinem Alter entsprechend mit Teenager-Rollen. So spielte der damals 16-jährige Lowe die Hauptrolle des Spencer Winger in der gleichnamigen Sitcom Spencer von 1984 bis 1985. Unerwartet verließ er die Serie, wodurch diese kurz darauf eingestellt wurde. Ende der 1980er und Anfang der 1990er Jahre spielte er in mehreren Fernseh- und Independentfilmen wie Die Nacht der Dämonen, Schatten des Ruhms, Hände weg von Stefanie! und Highway zur Hölle mit.
Nachdem Lowe 2000 und 2002 bereits die beiden Kurzfilme The Audition und The Space Between inszenierte, produzierte und inszenierte er 2006 die Filmkomödie Beautiful Ohio mit William Hurt, Rita Wilson und Michelle Trachtenberg in den Hauptrollen. Zusätzlich dazu inszenierte er mehrere Folgen von Serien wie Bones – Die Knochenjägerin, Pretty Little Liars und Without a Trace – Spurlos verschwunden.
Chad Lowe war von 1997 bis 2007 mit der Schauspielerin Hilary Swank verheiratet. Bei ihrer ersten Oscarauszeichnung 2000 für ihre Rolle in dem Drama Boys Don’t Cry, vergaß sie, ihrem Ehemann zu danken, sodass sie sich bei jedem darauf folgenden Auftritt dafür entschuldigte. Bei ihrer zweiten Auszeichnung im Jahr 2005, für ihre Hauptrolle in dem von Clint Eastwood inszenierten Sportlerdrama Million Dollar Baby, war Lowe die erste Person, bei der sie sich bedankte. Am 9. Januar 2006 gaben beide bekannt, sich zu trennen, im Mai 2006 reichten sie ihre Scheidung ein, die am 1. November 2007 vollzogen wurde. Die Ehe blieb kinderlos.
Am 19. Januar 2009 wurde bekannt, dass Lowe sich mit Kim Painter, der ehemaligen Assistentin von Carrie Fisher, träfe und dass die beiden ihr erstes Kind im Sommer 2009 erwarteten. Am 16. Mai 2009 kam die gemeinsame Tochter zur Welt. Das Paar heiratete am 28. August 2010. Lowe und seine Frau haben drei Töchter.

## Filmografie (Auswahl)

### Film
- 1984: Katastrophe auf dem Potomac – Absturz in die eisigen Fluten (Flight 90: Disaster on the Potomac)
- 1984: Tod eines Teenagers (Silence of the Heart)
- 1986: Schatten des Ruhms (There Must Be a Pony)
- 1988: Die Nacht der Dämonen (Apprentice to Murder)
- 1990: Hände weg von Stefanie! (Nobody's Perfect)
- 1991: Highway zur Hölle (Highway to Hell)
- 1991: Späte Leidenschaft (An Inconvenient Woman)
- 1995: Verkauft und gedemütigt (Fighting for My Daughter)
- 1996: Die Rache des Halbbluts (Siringo)
- 1997: Boy Meets Girl – Liebe ist nicht ungefährlich (Do Me a Favor)
- 1997: Im Angesicht meiner Feinde (In the Presence of Mine Enemies)
- 1997: The Way We Are (Quiet Days in Hollywood)
- 2000: Take Me Home: The John Denver Story
- 2002: Untreu (Unfaithful)

### Serien
- 1984–1985: Spencer (7 Folgen)
- 1991–1993: Alles Okay, Corky? (Life Goes On, 35 Folgen)
- 1996–1997: Melrose Place (8 Folgen)
- 1997: Begierde – The Hunger (The Hunger, Folge 1x13)
- 1997, 2005: Emergency Room – Die Notaufnahme (ER, 4 Folgen)
- 1998: Ein Hauch von Himmel (Folge 5x01)
- 1999–2000: Future Man (4 Folgen)
- 2003: CSI: Miami (Folge 2x01)
- 2004: Without a Trace – Spurlos verschwunden (Without a Trace, Folge 3x4)
- 2005: Medium – Nichts bleibt verborgen (Medium, Folge 1x13)
- 2005: Ghost Whisperer – Stimmen aus dem Jenseits (Folge 5×5)
- 2007: 24 (8 Folgen)
- 2010–2017: Pretty Little Liars (51 Folgen)
- 2011–2013: Young Justice (4 Folgen, Stimme)
- 2017–2018: Supergirl (7 Folgen)
- 2022–2023: 9-1-1: Lone Star (5 Folgen)